# راهی به خانه نیست (فیلم ۱۹۹۶)
راهی به خانه نیست (به انگلیسی: No Way Home) فیلمی محصول سال ۱۹۹۶ و به کارگردانی بادی جیووینازو است. در این فیلم بازیگرانی همچون تیم راث، دبورا کارا آنگر، جیمز روسو و کاترین کلنر ایفای نقش کرده‌اند.